# Valentí Gnòstic
Valentí (Valentinus, Οὐαλεντῖνος) fou un famós gnòstic i heresiarca egipci del segle ii.
Segons Tertul·lià no es van complir les seves expectatives de ser bisbe, i va crear una secta gnòstica, els valentinians. Va anar a Roma a ensenyar les seves idees en temps d'Antoní Pius (vers 140) on va romandre fins aproximadament el 155, en què devia morir. Els seus seguidors principals foren Heracleó, Ptolemeu i Marc. Va tenir com a mestre Teudas que era un deixeble de Pau de Tars que, al seu torn va ensenyar a Valentí.
Va escriure l'Evangeli de la Veritat.

## Creences
El perfecte eó, Abisme, preexistent, va concebre la idea (Ennoia) d'emanar, i per mitjà del Silenci donar a llum a una parella d'eons: Ment i Veritat, donant lloc a la Quaternitat primordial. La Ment i la Veritat, volent glorificar al Pare Abisme, continuaren les emanacions donant origen a una nova parella: al Logos i la Vida, que a la vegada engendren l'Home i l'Església, donant lloc a la Quaternitat inferior. El procés segueix fins a un total de trenta eons, l'últim dels quals és Sofia (saviesa). Queda així complet el Pleroma diví, tan sóls el primer dels eons (el Nous o Ment) pot contemplar directament a l'Abisme, experimentant així un plaer infinit.
Però la Saviesa va tenir la passió de conèixer al Pare i fou expel·lida del Pleroma a l'espai vuit (Kénoma). Quedà sola, subjecta a tota mena de passions; tristesa, temor, desesperació i ignorància, aquesta última arrel de tot mal. Els eons del Pleroma supliquen al Pare que lliuri a la Saviesa. Aquest ordena una nova emanació: el Límit, que frena el desordre de Saviesa i la manté en la serenitat; o, segons una altra versió, l'Esperit (Pneuma), que instrueix als eons inferiors en el coneixement del Pare. En gratitud per tan gran benefici, la pluralitat dels eons aporta cada un el més perfecte de si mateix per produir el fruit perfecte: Crist, també anomenat Salvador, Gran Sacerdot..., que és enviat amb els seus àngels per reintegrar l'eó exiliat, és a dir, a la Saviesa, lliurant-la de les seves passions.
De la Saviesa, per altra banda, ha sorgit una substància psíquica, la primera mostra de la qual és el Demiürg; mentre que les passions s'han endurit constituint la matèria (substància hylica). El Demiürg, impel·lit secretament per la Saviesa, organitza el món, pensant que el crea per si mateix. La Saviesa, en ser lliurada dels seus sofriments, s'entusiasma veient al Salvador i els seus àngels. Concebuts per la seva imaginació dona a llum nous sers a la seva imatge: llavors pneumàtiques o espirituals que passen a l'alè del Demiürg sense que ell ho percebi. Quan la Saviesa crea la part terrena de l'home i posa en ella la part psíquica, és a la vegada instrument inconscient de la inclusió del pneuma (esperit) en alguns homes (pneumàtics, escollits). La tasca del Salvador seria la de recollir aquestes llavors disperses i conduir-les al Pleroma. Per fer la seva missió s'ha de revestir d'aquesta substància pneumàtica que ha de salvar. Pren també substància psíquica d'aparença corporal. D'aquí una cristologia doceta i dualista, que distingeix entre un Crist pneumàtic, que tornarà al Pleroma amb els escollits (las llavors pneumàtiques, que ascendirà en syzygia amb els àngels del Salvador), i un Crist psíquic, fill del Demiürg, que ascendirà amb aquest i els psíquics sols fins a la zona llindar del Pleroma (Ogdoada). El Salvador va descendir sobre ell (Crist psíquic) en el Baptisme per apartar-se’n poc abans de la crucifixió. En la consumació final tot element hylic (matèria, dimoni, condemnats) serà aniquilat pel foc.